# Connemara (Schiff, 1897)
Die Connemara war ein Dampfschiff des britischen Eisenbahnunternehmens London and North Western Railway, das in der Irischen See als Fähre eingesetzt wurde und von 1897 bis 1916 Passagiere und Fracht zwischen England und Irland beförderte. Die Connemara sank am 3. November 1916 im Carlingford Lough nach einer Kollision mit dem Kohlenfrachter Retriever. Alle 82 Menschen an Bord der Connemara sowie acht der neun Besatzungsmitglieder der Retriever kamen ums Leben.

## Das Schiff
Das 1.106 BRT große Dampfschiff Connemara wurde 1896 auf der Werft William Denny and Brothers in der schottischen Stadt Dumbarton auf Kiel gelegt. Am 7. November 1896 lief die Connemara auf dem Clyde vom Stapel. Der Dampfer wurde für die 1846 gegründete Eisenbahngesellschaft London and North Western Railway (LNWR) gebaut, die, wie andere vergleichbare britische Eisenbahnunternehmen, neben dem Personen- und Frachtverkehr per Schienennetz auch Reisemöglichkeiten auf See anboten.
Die Connemara bediente dabei die äußerst lukrative Route von Holyhead auf Anglesey vor der Küste von Wales zur kleinen Hafenstadt Greenore an der Küste der irischen Grafschaft County Louth. Holyhead war einer der Knotenpunkte der Gesellschaft. Diese Verbindung war 1874 eingeführt worden und wurde mit dem Slogan „der direkte und bequemste Weg von London nach Belfast und Nordirland“ angepriesen. Das Schiff war 83,05 Meter lang, 10,69 Meter breit und hatte einen maximalen Tiefgang von 4,33 Metern. Die beiden Dreifachexpansions-Dampfmaschinen ermöglichten eine Reisegeschwindigkeit von 16 Knoten (29,6 km/h). Die Connemara wurde von zwei Schrauben angetrieben.
Am 20. März 1910 kollidierte die Connemara mit dem aus Liverpool kommenden Schiff Marquis of Bute, das dadurch sank.

## Untergang
Am Freitag, dem 3. November 1916, kurz nach 20.00 Uhr abends, legte die Connemara in Greenore zu einer weiteren Überfahrt nach Holyhead ab. Das Kommando über das Schiff hatte der 50-jährige Kapitän George Herbert Doeg. Fast die gesamte 31-köpfige Besatzung stammte aus Holyhead und hatte langjährige Erfahrung, auch mit schlechtem Wetter. Zur Fracht zählte eine größere Anzahl Vieh. Die 51 Passagiere waren sehr gemischt. Darunter befanden sich Soldaten auf der Rückkehr aus dem Fronturlaub; junge Männer, die in Großbritannien Arbeit suchen wollten; Menschen, die Verwandte in England besuchen wollten; junge Frauen auf dem Weg zum Einsatz als Hilfskrankenschwestern an der Front; sowie Ehefrauen und Kinder von Armeeangehörigen.
Aus Süd-Südwest kamen orkanartige Winde, die See war sehr aufgewühlt und es herrschten Strömungen von etwa acht Knoten. Die Küste lag in kompletter Dunkelheit. Unter diesen Umständen näherten sich die Kurse der ausfahrenden Connemara und der einfahrenden Retriever. Die Retriever war ein 17 Jahre alter, 483 Tonnen großer Dreimast-Collier der Clanrye Shipping Company, der mit einer Ladung Kohle von Garston bei Liverpool nach Newry unterwegs war. An Bord der Retriever, die von Kapitän Patrick O’Neill kommandiert wurde, befanden sich insgesamt neun Besatzungsmitglieder. Das Schiff hatte Garston um 04.00 Uhr morgens verlassen. Joseph O’Neill, Sohn des Kapitäns, war der Erste Maat.
Die beiden Schiffe begegneten sich etwa eine halbe Meile vor der Sandbank Carlingford Bar, die von dem Leuchtturm von Haulbowline überragt wurde. Dahinter folgte der Meeresarm Carlingford Lough, eine Verbindung zur Irischen See. Dies war der einzige Weg, um den Hafen von Greenore anzulaufen oder zu verlassen. Carlingford Lough ist nur etwa 275 Meter breit, sodass passierenden Schiffen nicht viel Platz zum Manövrieren bleibt. Wegen der bestehenden U-Boot-Gefahr fuhren beide Schiffe abgedunkelt, aber beide zeigten ihre Positionslichter, beide waren auf dem richtigen Kurs und beide Kapitäne standen auf ihren jeweiligen Brücken. Die Wache des Haulbowline-Leuchtturms erkannte, dass sich die beiden Schiffe zu nahe kamen und schoss Warnraketen ab.
Die Retriever war in ihrer Manövrierfähigkeit eingeschränkt, da sich durch den schweren Seegang die Ladung in Bewegung gesetzt hatte. Das Schiff kämpfte gegen den Wind, die Wellen und die verschobene Kohle. Die Retriever bemerkte die Connemara und ließ ihr Schiffshorn drei Mal ertönen. Plötzlich wurde der Bug der Retriever von einer Orkanbö erfasst, in die Backbordseite der passierenden Connemara gedrückt und drang bis zum Schornstein in die Schiffshülle ein. Die beiden Schiffe blieben einen kurzen Moment ineinander verkeilt. Kapitän O’Neill an Bord der Retriever ordnete volle Kraft zurück an, sodass sich sein Schiff aus dem klaffenden Loch löste und weit ausschwang. Die Connemara war bis unter die Wasserlinie aufgerissen und nahm sofort viel Wasser auf. Als die Kessel von dem kalten Seewasser umspült wurden, explodierten sie. Fünf Minuten nach der Kollision ging die Connemara unter.
Der Bug der Retriever war tief eingedrückt, sodass auch sie zu sinken begann und 20 Minuten nach dem Unfall keine 200 Meter von der Connemara entfernt unterging. Auch ihre Kessel flogen bei der Berührung mit dem Wasser in die Luft. Die beiden Schiffe liegen in sechs Metern Tiefe. Keiner der 82 Menschen an Bord der Connemara überlebte. Von den neun Männern der Retriever überlebte als einziger der 21-jährige Heizer James Boyle aus der Kleinstadt Warrenpoint in Nordirland. Das Unglück forderte insgesamt 90 Todesopfer.

## Nachspiel
Der Küstenabschnitt von Carlingford Lough war am nächsten Tag mit Trümmern, Leichen und totem Vieh bedeckt. 58 Leichen konnten am Tag nach dem Unglück geborgen werden. Weitere wurden noch Tage später von Cranfield bis Kilkeel an Land gespült. Viele waren aufgrund der Kesselexplosionen schwer entstellt und verbrannt. Diejenigen, die nicht identifiziert werden konnten, wurden in einem Massengrab in Kilkeel beigesetzt. Einige Besatzungsmitglieder der Connemara fanden auf dem Maeshyfryd Cemetery in Holyhead ihre letzte Ruhe. Eine der Leichen, die nie gefunden wurden, war die der Stewardess Margaret Williams. Dies hätte ihre letzte Fahrt vor ihrer Hochzeit sein sollen.
Der 20-jährige James Boyle, der einzige Nichtschwimmer an Bord der Retriever, befand sich zum Zeitpunkt des Unglücks unter Deck. Er klammerte sich an ein gekentertes Rettungsboot, um nicht gegen die Felsen am Ufer geschleudert zu werden. Zwei Männer fanden ihn am folgenden Morgen völlig erschöpft in der Brandung. Er weigerte sich lange, über das Ereignis zu sprechen, und konnte erst als alter Mann von einem Filmteam interviewt werden. Boyle starb am 19. April 1967. 
Am 6. November 1916 fand in Kilkeel die Untersuchung des Unglücks statt. Der Vorsitzende und die Jury sahen sich zusammen den Schauplatz und die geborgenen Toten an. Der einzige Überlebende James Boyle wurde zu dem Unfallhergang befragt und brach dabei mehrere Male zusammen. Die Untersuchungskommission kam zu dem Ergebnis „Tod durch Ertrinken nach Schiffskollision“.
Charles Albert McWilliam, ein 16-jähriger Schüler aus Dublin, wurde durch die Tragödie zu dem Gedicht The Collision of the Connemara and the Retriever inspiriert. Am 3. November 1981 wurde durch Schüler der Kilkeel High School ein Gedenkstein für die Toten auf dem Friedhof von Kilkeel eingeweiht. Auch in der St. Patrick’s Church in Dundalk erinnert ein Buntglasfenster an das Unglück. In der North Wales Heroes Memorial Arch in Bangor und dem War Memorial in Holyhead sind die Namen der Besatzungsmitglieder der Connemara eingraviert.
Es handelte sich um das schwerste Schiffsunglück im Nordkanal bis zum Untergang der Fähre Princess Victoria 1953 mit 133 Toten.